# Pedro Moncayo (canton)
Pedro Moncayo est un canton d'Équateur situé dans la province de Pichincha.